# Udvari Kamara
Az Udvari Kamara (eredeti nevén Hofkammer) a Habsburg Birodalom központi pénzügyigazgatási szerve volt 1526 és 1849 között.

## Története
A bécsi székhelyű Udvari Kamarát I. Ferdinánd magyar és cseh király hozta létre, hogy hatékonyan irányítsa az uralma alá tartozó országok és tartományok pénzügyet, s hogy katonai vállalkozásait finanszírozni tudja. Az Udvari Kamara a Habsburg Birodalom egyik legfontosabb csúcsszerve volt, közvetlen fennhatósága alá tartozott a bécsi Alsó-ausztriai Kamara, az innsbrucki Felső-ausztriai Kamara, a prágai Cseh Kamara, a pozsonyi Magyar Kamara és az utóbbitól független Szepesi Kamara is.
A bécsi kincstár a 16. században óriási adósságot halmozott fel, a kiadás szinte minden évben meghaladta a bevételt. A tizenöt éves háború idejére a birodalom minden gazdasági tartalékát felélte. Az Udvari Kamara így létrehozóinak fő célját, az összbevétel növelését nem érte el. Ebben közrejátszott az is, hogy az egységes költségvetés és a zárszámadás ismeretlen volt.
Az Udvari Kamara nem csak a pénzügyekért, hanem a gazdaságért is felelt. A török Magyarországról való kiűzését követően az Udvari Kamara szervezte a magyarországi betelepítéseket is.

## Magyar vonatkozások
A bécsi udvar az 1570-es évekre teljesen leválasztotta a Szepesi Kamarát a Magyar Kamarától, gyakorlatilag mindkét kamarát az Udvari Kamara irányította.
A 16–17. században számos fontos magyarországi bevételi forrás került a Magyar Kamarától az Alsó-ausztriai Kamara kezelésébe, többek között a magyaróvári és pozsonyi harmincadok, a körmöcbányai, selmecbányai és a besztercebányai kamarák, a pozsonyi sóhivatal, a komáromi, magyaróvári és zólyomi uradalmak. Az Alsó-ausztriai Kamara ugyancsak az Udvari Kamarának volt alárendelve.
Az Udvari Kamara jövedelemkezelése, Magyarországra gyakorolt hatása napjainkban is vitákat kelt a történészek között.